# Centre fédéral de basket-ball
Actualités
Le Centre fédéral de basket-ball, également appelé Pôle France BasketBall, est un club français de basket-ball regroupant les joueurs et joueuses appartenant à l'INSEP. Il est également sous l'égide la direction technique nationale de la FFBB.
L'équipe masculine du CFBB évolue en Nationale 1 (3e division du championnat de France) et ne peut ni monter ni descendre d'un échelon. Son homologue féminin évolue en Ligue féminine 2 (2e division).
Les équipes sont représentées exclusivement par des joueurs et joueuses de catégories cadets et juniors.
Le Centre fédéral permet de détecter les futurs espoirs du basket-ball français, et a vu passer en son sein les meilleurs joueurs et joueuses hexagonaux.

## Historique
Début janvier 2017, Tahar Assad-Liégeon est nommé directeur du Centre où il remplace Richard Billant.

### Saison par saison
L'équipe masculine du Centre fédéral de basket-ball a réalisé sa meilleure saison lors de l'exercice 2006-2007 en décrochant une douzième place dans le championnat de Nationale masculine 1 français.
| Saison    | Championnat           | Place      | Victoires-Défaites |
| --------- | --------------------- | ---------- | ------------------ |
| 2024-2025 | Nationale masculine 1 | 26e sur 28 | 10-30              |
| 2023-2024 | Nationale masculine 1 | 28e sur 28 | 6-28               |
| 2022-2023 | Nationale masculine 1 | 28e sur 28 | 5-29               |
| 2021-2022 | Nationale masculine 1 | 25e sur 28 | 11-23              |
| 2020-2021 | Nationale masculine 1 | 28e sur 28 | 2-24               |
| 2019-2020 | Nationale masculine 1 | 28e sur 28 | 0-26               |
| 2018-2019 | Nationale masculine 1 | 27e sur 27 | 2-34               |
| 2017-2018 | Nationale masculine 1 | 18e sur 18 | 1-33               |
| 2016-2017 | Nationale masculine 1 | 18e sur 18 | 0-34               |
| 2015-2016 | Nationale masculine 1 | 18e sur 18 | 1-33               |
| 2014-2015 | Nationale masculine 1 | 16e sur 16 | 4-30               |
| 2013-2014 | Nationale masculine 1 | 18e sur 18 | 0-34               |
| 2012-2013 | Nationale masculine 1 | 16e sur 16 | 4-30               |
| 2011-2012 | Nationale masculine 1 | 18e sur 18 | 2-32               |
| 2010-2011 | Nationale masculine 1 | 18e sur 18 | 5-29               |
| 2009-2010 | Nationale masculine 1 | 18e sur 18 | 3-31               |
| 2008-2009 | Nationale masculine 1 | 18e sur 18 | 5-29               |
| 2007-2008 | Nationale masculine 1 | 18e sur 18 | -                  |
| 2006-2007 | Nationale masculine 1 | 12e sur 18 | 13-21              |
| 2005-2006 | Nationale masculine 1 | 18e sur 18 | 5-29               |
| 2004-2005 | Nationale masculine 1 | 17e sur 18 | 9-25               |
| 2003-2004 | Nationale masculine 1 | 15e sur 16 | 5-25               |
| 2002-2003 | Nationale masculine 1 | 14e sur 16 | 8-22               |
| 2001-2002 | Nationale masculine 1 | 16e sur 16 | 1-23               |
| 2000-2001 | Nationale masculine 1 | 16e sur 16 | 2-28               |
| 1999-2000 | Nationale masculine 1 | 16e sur 16 | ???                |
| 1998-1999 | Nationale masculine 1 | 14e        | 10-20              |
| 1997-1998 | Nationale masculine 2 | 9e         | 16-14              |
| 1996-1997 | Nationale masculine 2 | 14e        | ???                |

## Compétitions internationales
En 2010, l'équipe de l'INSEP participe au Nike International Junior Tournament. La finale, disputée dans le cadre du Final Four de l'Euroligue 2009-2010 voit la victoire des joueurs de Paris face au club du FMP sur le score de 83 à 73. Le Centre fédéral participe aussi au tournoi NIJT en 2011, 2012 (le Centre fédéral termine cinquième du tournoi qualificatif de Belgrade) et 2013 (troisième du tournoi qualificatif de Belgrade).

## Entraîneurs successifs
- Depuis ?-2009 :  Philippe Ory
- 2009-2014 :  Jacques Commères
- depuis 2014 :  Jean-Aimé Toupane[7]

## Anciens joueurs du CFBB
Preuve de la qualité de la formation dispensée au Centre fédéral de basket-ball depuis 1983, on retrouve un grand nombre d'anciens pensionnaires du CFBB dans les sélections « A » de l'équipe de France. 
Au 1er août 2007, 17 internationaux et 31 internationales « A » ont été formés au CFBB.

### Les internationaux «A» formés au CFBB
- Tony Parker
- Boris Diaw
- Frédéric Weis
- Jérôme Moïso
- Ronny Turiaf
- Johan Petro
- Mehdi Labeyrie (équipe de Tunisie)
- Stéphane Risacher
- Frédéric Fauthoux
- Frédéric Forte
- Franck Mériguet
- Fabien Dubos
- Joseph Gomis
- Yannick Bokolo
- Mamoutou Diarra
- Thomas Dubiez
- David Gautier
- Stéphane Lauvergne
- Marc-Antoine Pellin
- Joffrey Lauvergne
- Antoine Diot
- Evan Fournier
- Victor Wembanyama